# Кушеруссе, Жозеф
Жозе́ф Кушеруссе́ (фр. Joseph Cucherousset, 10 октября 1907 год, Лавирон (фр.), Франш-Конте, Франция — 16 сентября 1970 года, Шевильи-Ларю, Франция) — католический прелат, первый архиепископ Банги с 14 сентября 1955 года по 16 сентября 1970 года. Член монашеской конгрегации Святого Духа.

## Биография
Родился в 1907 году в Лавироне, Франция. После получения среднего образования поступил в монастырь конгрегации Святого Духа. После окончания Семинарии Миссий в Шевильи-Ларю 3 июля 1938 года рукоположён в дьяконы и 29 сентября 1938 года — в священники.
9 апреля 1948 года Римский папа Пий XII назначил его апостольским викарием Банги и титулярным епископом Стратоницеи Карийской. 25 июля 1948 года состоялось его рукоположение в епископы, которое совершил титулярный архиепископ и апостольский викарий Яунде Рене Мари Граффен в сослужении с титулярным епископом Темисониума и апостольским викарием Дуалы Пьером Мари Альфонсом Бонно и титулярным епископом Араксы и апостольским викарием Пуэнт-Нуара Жаном-Батистом Виктором Форе.
14 сентября 1955 а Римский папа Пий XII издал буллу «Dum tantis», которой возвёл апостольский викариат Банги в ранг архиепархии, и Жозеф Кушеруссе стал её первым архиепископом.
Участвовал в работе Второго Ватиканского Собора.
2 января 1970 назначен апостольским администратором Бамбари.
Скончался 16 сентября 1970 года в Шевильи-Ларю, Франция.